# Le Breil-sur-Mérize
Le Breil-sur-Mérize är en kommun i departementet Sarthe i regionen Pays de la Loire i nordvästra Frankrike. Kommunen ligger i kantonen Montfort-le-Gesnois som tillhör arrondissementet Mamers. År 2022 hade Le Breil-sur-Mérize 1 562 invånare.

## Befolkningsutveckling
Antalet invånare i kommunen Le Breil-sur-Mérize
| Referens: INSEE |